# Jasus
Jasus es un género de palinúridos que viven en los océanos del hemisferio sur. Tienen dos "cuernos" distintos que se proyectan desde el frente del caparazón, pero carecen de los órganos estriduladores presentes en casi todos los demás géneros de palinúridos. Como todas las langostas espinosas, carecen de garras y tienen antenas largas y robustas que son bastante flexibles.
El nombre genérico Jasus se deriva de la antigua ciudad griega de Yaso (en el mar Mediterráneo, ubicada en la actual Turquía), famosa por sus langostinos al punto que los estampó en algunas de sus monedas.

## Especies
Las siguientes especies están incluidas en el género Jasus :
| Imagen | Nombre científico                        | Distribución                                                                                               |
| ------ | ---------------------------------------- | --- |
|        | Jasus caveorum Webber & Booth, 1995      | Océano Pacífico sureste                                                                                    |
|        | Jasus edwardsii (Hutton, 1875)           | Australia meridional: Australia Occidental hasta Nueva Gales del Sur y Tasmania. Isla Sur de Nueva Zelanda |
|        | Jasus frontalis (H. Milne-Edwards, 1837) | Archipiélago Juan Fernández, Islas Desventuradas                                                           |
|        | Jasus lalandii (H. Milne-Edwards, 1837)  | África austral (desde Namibia hasta la bahía de Algoa, Sudáfrica)                                          |
|        | Jasus paulensis (Heller, 1862)           | Isla de San Pablo e isla de Ámsterdam                                                                      |
|        | Jasus tristani Holthuis, 1963            | Tristán de Acuña; monte submarino Vema                                                                     |

Otra especie, anteriormente conocida como Jasus verreauxi, se encuentra alrededor de Nueva Zelanda (especialmente en la Isla Norte), las islas Chatham y alrededor de Australia (desde Queensland a Victoria y Tasmania); pero fue reubicada dentro del género Sagmariasus.

Distribuciones aproximadas de las especies existentes de Jasus, según Phillips (2006).
Naranja: J. caveorum; violeta: J. frontalis; rojo: J. tristani; amarillo: J. lalandii; azul: J. paulensis; verde: J. edwardsii

### Fósiles
- †Jasus jlemingi Glaessner, 1960 - fósil del Mioceno fossil de Nueva Zelanda [8]

## Pesca

Langosta Packhorse (Jasus verreauxi)

La mayoría de las especies existentes son susceptibles de explotación comercial, y la mayor parte de la industria pesquera de langosta de Nueva Gales del Sur se basa en J. edwardsii y Sagmariasus verreauxi, estrechamente relacionado. Jasus lalandii es la langosta de roca comercial más importante del sur de África.